# Podmokly (Klatovy)
Podmokly é uma comuna checa localizada na região de Plzeň, distrito de Klatovy.